# NGC 3808
NGC 3808 e NGC 3808A sono una coppia di galassie interagenti, situate nella costellazione del Leone e distanti 300 milioni di anni luce: entrambe sono galassie a spirale.
Furono scoperte da William Herschel nel 1785 e elencate nell'Atlas of Peculiar Galaxies di Halton Arp negli anni 1960 come Arp 87.
Le immagini ottenute con il telescopio spaziale Hubble nel 2007, hanno permesso l'osservazione dettagliata delle due galassie: la forma delle galassie è distorta a causa dell'interazione gravitazionale presente tra di loro; nella galassia principale, NGC 3808, visualizzata praticamente di fronte, vi è un luminoso anello dove è presente un'intensa formazione stellare e diversi bracci formati da polveri e gas; un flusso di stelle, polveri e gas parte da questa galassia e arriva alla compagna NGC 3808A: quest'ultima appare quasi di profilo ed è circondata da un anello di stelle e gas interstellare, che è perpendicolare al disco galattico, chiamato anello polare.